# Abstracció cromàtica
Abstracció cromàtica és una expressió de la historiografia de l'art que es pot aplicar a qualsevol dels diferents moviments de la pintura abstracta que tenen una especial vinculació amb la color, com el sincromisme de 1913 o el color field dels anys 1950.